# Bamar People’s Liberation Army

Fahne der Bamar People’s Liberation Army

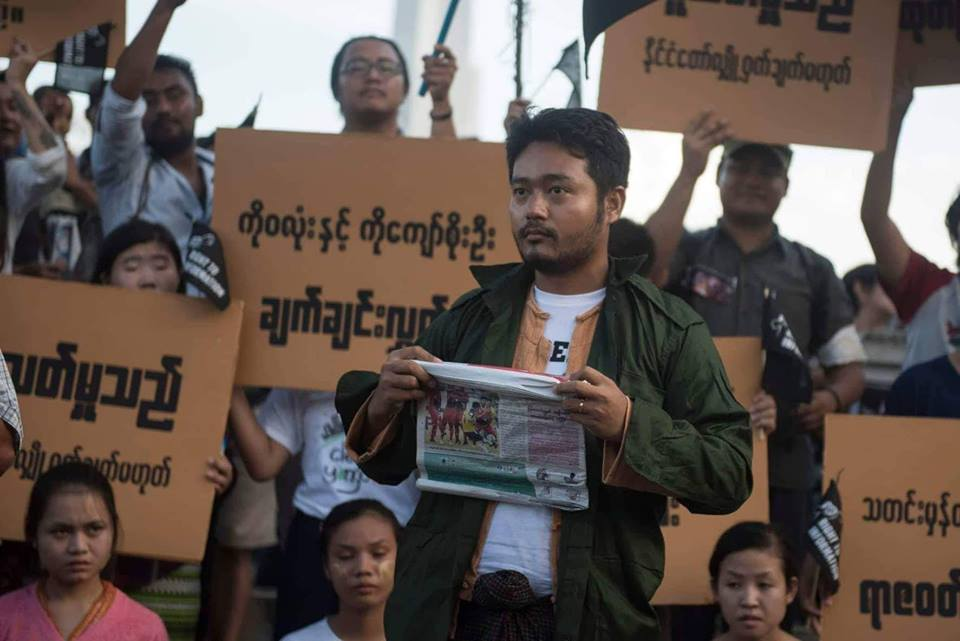
Maung Saungkha, Führer und Gründer der Bamar People’s Liberation Army

Die Bamar People’s Liberation Army (ဗမာပြည်သူ့လွတ်မြောက်ရေးတပ်တော်, kurz BPLA) ist eine ethische bewaffnete Organisation in Myanmar. Die BPLA setzt sich für das Volk der Bamar ein, der Mehrheitsbevölkerung des Landes.

## Ausrichtung
Die BPLA setzt sich für einen eigenständigen ethnischen Staat der Bamaren in Myanmar ein. Stand 2024 waren die Bamaren auf mehrere Divisionen des Landes verteilt. Die BPLA fordert einen eigenen Staat auf Grundlage der Kultur des Buddhismus und der Bamaren. Zu den 135 anerkannten Minderheiten im Land versucht die BPLA ein gutes Verhältnis zu pflegen. So lehnt sie eine bamarische Dominanz in Gebieten der Minderheiten ab und gesteht diesen ein Selbstbestimmungsrecht der Völker zu. Sie tritt für einen föderativen Staat ein und vertritt die Meinung, dass nicht alles getan werden darf, um den myanmarischen Gesamtstaat zu retten. Minderheiten wie die Karen dürfen sich vom Gesamtstaat lösen, wenn die Mehrheit dies wünscht. 70 Jahre Bürgerkrieg hätten gezeigt, dass es keine Lösung für die ethnischen Konflikte auf der Grundlage von militärischem Vorgehen der Zentralregierung gegen die Minderheiten geben würde. Nur politisch könnte das Problem der Ethnien, welche oftmals Unabhängigkeit wünschen, gelöst werden. Die BPLA sieht auf der Grundlage eines bamarischen Rumpfstaates einen Lösungsansatz. Gebiete mit einer bamarischen Mehrheit sollen in ihm vereint werden. Die BPLA unterstützt die Exilregierung des Landes die National Unity Government (kurz NUG). Die BPLA war 2024 im Shan-Staat und im Karen-Staat militärisch aktiv. Dabei führte sie die meisten Operationen gemeinsam oder auch unter dem Kommando von Verbündeten durch. Als Verbündete der BPLA gelten unter Anderen die Karen National Liberation Army (kurz KNLA), die Ta’ang National Liberation Army (kurz TNLA), die Myanmar Nationalities Democratic Alliance Army (kurz MNDAA), die Karenni Army (kurz KA), die Arakan Army (kurz AA) und die People’s Defence Forces (kurz PDF) der NUG. Die BPLA bekämpfte 2024 die Regierungstruppen des am 1. Februar 2021 an die Macht gekommenen State Administration Council (kurz SAC).

## Geschichte
Die BPLA wurde am 17. April 2021, also 3 Monate nach dem Putsch gegen die gewählte Regierung geführt von der Nationalen Liga für Demokratie (kurz NLD), von 17 Personen unter der Führung von Maung Saungkha, einem in Myanmar bekannten Poeten, gegründet. Mitglieder der entstehenden Gruppe zogen sich in von bewaffneten ethnischen Organisationen (Englisch Ethnical Armed Organisations, kurz EAO) kontrollierte Gebiete wie die der Karen zurück und begannen mit diesen eine militärische Ausbildung.
In den ersten Jahren hatte sie nur hölzerne Gewehre und mussten sich Waffen, Ausrüstung und Munition von den EAOs leihen und kämpften auch unter deren Kommando. Im Gegensatz zu den PDF verfügten sie nicht über finanzielle Mittel, sich selber auszurüsten. Stand 2024 konnte sie aber 1000 Mannschaften mit Waffen und Ausrüstung bereitstellen. Die PBLA nahm an der Operation 1027 unter der Führung der TNLA und an der Operation 1111 der Karenni teil. Auch mit der KNLA zog sie 2024 gegen die Stadt Myawaddy in den Krieg. Die BPLA wurde 2024 weiterhin primär von EAOs unterstützt, ausgebildet und bewaffnet. Dies bedeutet, die Bewaffnung stammte von der MNDAA, welche diese wiederum von der United Wa State Army (kurz UWSA) bezog und damit letztendlich von China. Ausgebildet wurden die Kämpfer unter anderem von der KNLA (Brigade 5).